# Macrolinus sikkimensis tavoyanus
Macrolinus sikkimensis tavoyanus es una subespecie de coleóptero de la familia Passalidae.

## Distribución geográfica
Habita en Tavoy (Birmania).